# Safia bidens
Safia bidens là một loài bướm đêm trong họ Noctuidae.